# 甄忠义
甄忠义（1961年10月—）山东滕州人，中华人民共和国铁路高管。

## 生平
1979年11月参加工作，1981年7月加入中国共产党，北京交通大学远程与继续教育学院综合运输管理专业毕业，在职大学学历，工学学士学位，高级政工师。1979年11月至1983年3月，任中国人民解放军北京军区守备第五师管理科招待所战士、副班长、班长。1983年3月至1984年4月，任铁道部呼和浩特铁路局工程处第二工程段第二工程队工人。1984年4月至1987年7月，任铁道部呼和浩特铁路局工程处团委干部。其间，1985年9月至1987年7月在北京铁道管理干部学院政治理论专业在职学习，取得大专学历。1987年7月至1988年7月，任铁道部呼和浩特铁路局工程处团委干事。
1988年7月至1993年11月，任铁道部呼和浩特铁路局工程处团委副书记。1993年11月至1995年2月，任铁道部呼和浩特铁路局工程处团委书记。其间，1994年10月至1994年12月在呼和浩特铁路局党校中青年干部培训班培训。1995年2月至2001年7月，任铁道部呼和浩特铁路局团委副书记、书记。其间，1996年8月至1998年12月在中央党校函授学院党政管理专业在职学习，取得中央党校大学学历。2001年7月至2002年3月，任铁道部呼和浩特铁路局团委书记兼青年工作部部长。2002年3月至2003年7月，任铁道部呼和浩特铁路局房建总公司总经理兼党委书记。2003年7月至2005年1月，任铁道部呼和浩特铁路局客运公司党委书记。2005年1月至2006年2月，任铁道部呼和浩特铁路局纪委副书记兼监察处处长。其间，2003年9月至2005年7月在北京交通大学远程与继续教育学院综合运输管理专业在职学习，取得大学学历，获工学学士学位。
2006年2月至2006年6月，任铁道部呼和浩特铁路局党委副书记、纪委书记。2006年6月至2009年8月，任铁道部呼和浩特铁路局副局长、党委常委。2009年8月至2009年9月，任铁道部呼和浩特铁路局党委副书记，主持党委工作。2009年9月至2012年2月，任铁道部呼和浩特铁路局党委书记。
2012年2月至2013年3月，任铁道部广州铁路（集团）公司党委书记、副董事长。2013年3月至2013年6月，任中国铁路总公司广州铁路（集团）公司党委书记、副董事长。2013年6月至2016年2月，任中国铁路总公司乌鲁木齐铁路局局长、党委副书记。
2016年2月至2017年3月，任中国铁路总公司副总经理、党组成员（2016年3月起兼任直属机关党委书记）。2017年3月起，任中国铁路总公司党组副书记，直属机关党委书记。